# Brian Gaskill

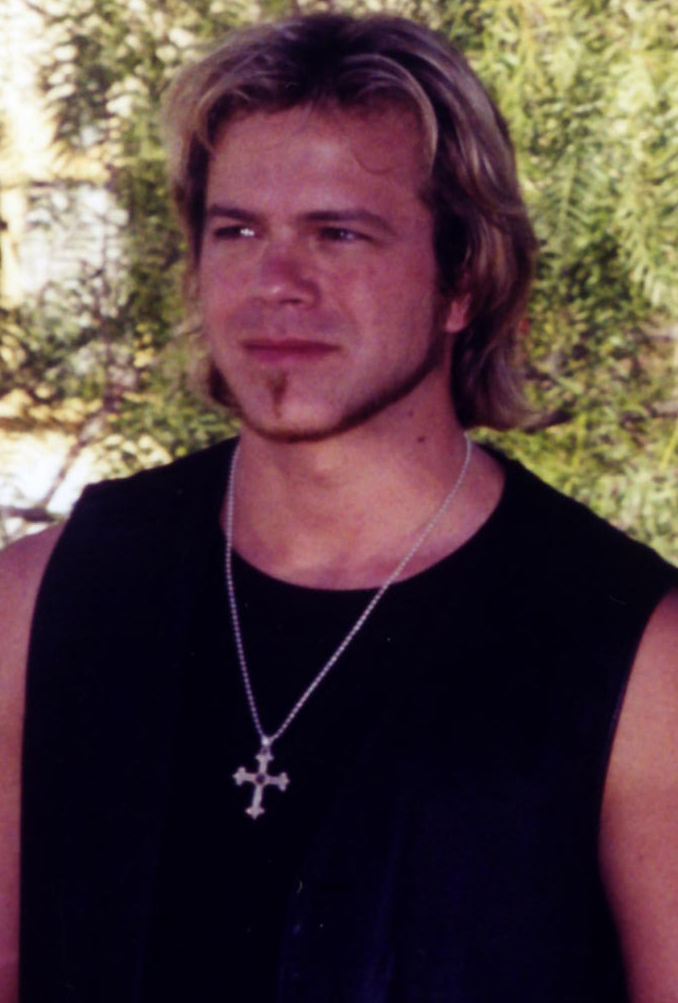
Brian Gaskill (2007)

Brian Gaskill (* 22. Januar 1970 in Honolulu, Hawaii) ist ein US-amerikanischer Schauspieler.
Brian verbrachte seine Kindheit in New Jersey, wo er sein Interesse für die Schauspielerei entdeckte. Er spielte in Schulaufführungen mit und machte einen Schauspielabschluss in New York. Danach spielte er 1995 bis 1997 als Bobby Warner in All My Children mit.
Nach dem Ausstieg aus der Serie trat er als Gastschauspieler in einigen Serien auf. Ab 2001 stellte Brian in der Serie Port Charles den Engel Rafe Kovich dar. 2003 wurde die Serie eingestellt und Brian wechselte zu Reich und Schön, wo er als Oscar Marone zu sehen war, Massimo Marones Neffe. 2004 wurde Brian auf eigenen Wunsch aus seinem Vertrag entlassen.
Seit dem 20. Dezember 2003 ist Brian mit der Schauspielerin Tonya Watts verheiratet. Das Paar lebt in Los Angeles.